# 1989년 12월
| 1989년: 1월 · 2월 · 3월 · 4월 · 5월 · 6월 · 7월 · 8월 · 9월 · 10월 · 11월 · 12월 |

| <          | 1989년 12월 | 1989년 12월 | 1989년 12월 | 1989년 12월  | 1989년 12월 | >          |
| 일         | 월          | 화          | 수          | 목           | 금          | 토         |
|            |             |             |             |              | 1 11.4 을미 | 2 5 병신   |
| 3 6 정유   | 4 7 무술    | 5 8 기해    | 6 9 경자    | 7 10 신축    | 8 11 임인   | 9 12 계묘  |
| 10 13 갑진 | 11 14 을사  | 12 15 병오  | 13 16 정미  | 14 17 무신   | 15 18 기유  | 16 19 경술 |
| 17 20 신해 | 18 21 임자  | 19 22 계축  | 20 23 갑인  | 21 24 을묘   | 22 25 병진  | 23 26 정사 |
| 24 27 무오 | 25 28 기미  | 26 29 경신  | 27 30 신유  | 28 12.1 임술 | 29 2 계해   | 30 3 갑자  |
| 31 4 을축  |             |             |             |              |             |            |

| 편집하기 |

## 1989년12월 20일
- 미국이 파나마를 침공하다.
- 티미쇼아라 반정부시위를 시작으로 루마니아 전역에서 독재자 차우셰스쿠에 반대하는 민주화 시위가 번지다.

## 1989년12월 25일
- 루마니아의 독재자 차우셰스쿠와 그의 아내 엘레나가 재판을 거쳐 총살되다.

## 1989년12월 1일
- 대전극동방송이 개국하다.
- 삼풍백화점이 개점하다.